# Megyn Price
Megyn Samantha Price (Seattle, 24 maart 1971) is een Amerikaans actrice. Ze maakte in 1993 haar acteerdebuut in een aflevering van Quantum Leap. Zes jaar later speelde ze haar eerste filmrollen in Love Happens en Mystery, Alaska. Price speelde hoofdrollen in de komedieseries Grounded for Life en Rules of Engagement.
Price is getrouwd met Edward Cotner, een arts die ze al kende toen ze allebei nog op de middelbare school zaten. Met hem kreeg ze op 13 juli 2007 haar eerste kind, dochter Grace.